# Tomas Delsing
Tomas Delsing (Amsterdam, 25 maart 1985), is een Nederlandse radiopresentator.
Delsing presenteerde het radioprogramma Dansen met Delsing voor de VPRO op 3FM. Tevens was hij de vaste producer van het 3FM radioprogramma 3voor12Radio. Vanaf het najaar van 2016 was er geen plaats meer voor Delsing in de nieuwe programmering. Sinds begin 2017 werkt Delsing als nieuwslezer op de zender, voor NOS op 3.

## Biografie
Delsing studeerde journalistiek, politicologie en geschiedenis aan de universiteit Leiden. Na zijn studiejaren verhuist hij terug naar zijn geboortestad Amsterdam en gaat als vrijwilliger aan de slag bij 3VOOR12 Amsterdam. Later loopt hij stage bij het landelijke 3voor12. Na een periode werkzaam te zijn op de redactie van 3voor12 maakt hij in 2011 zijn debuut op de Nederlandse radio.